# Maïka Sondarjee
Maïka Sondarjee est une chercheuse et autrice canadienne. Professeure agrégée à l’École de développement international et mondialisation de l’Université d’Ottawa, elle s'intéresse aux aspects inégalitaires des relations internationales, ainsi qu'au métissage et à l'immigration,. Elle est collaboratrice régulière au journal Le Devoir depuis 2020 et à l'émission Zone Info sur ICI RDI animée par Gérald Fillion depuis 2024, et elle anime le podcast On se livre avec Léa Clermont Dion.

## Biographie
Maïka Sondarjee est québécoise par sa mère et indo-malgache par son père. En 2018, elle a cofonde le site web Femmes expertes, dont l'objectif est de contrer la sous représentation des femmes dans les médias au Québec,. De 2018 à 2022, elle est membre du collectif postcapitaliste La Grande Transition. Sondarjee complète son doctorat en science politique à l'Université de Toronto  en 2020. La même année, elle est récipiendaire de la bourse postdoctorale Banting du Centre d’études et de recherches internationales de l’Université de Montréal et au Département de science politique de l’Université de Montréal et du Prix Alice-Wilson de la Société Royale du Canada. Elle collabore de manière régulière avec le quotidien québécois Le Devoir, la télévision et la radio de Radio-Canada, et a aussi écrit dans les revues Lettres Québécoises, Nouveau Projet et Relations.

## Prix et honneurs
- 2024: Prix du jeune chercheur ou de la jeune chercheuse de la Faculté des Sciences sociales de l'Université d'Ottawa[15]
- 2021: Prix Talent, Conseil de recherche en sciences humaines[16]
- 2020: Prix Alice-Wilson, Société Royale du Canada, Canada[17]
- 2020: Bourse postdoctorale Banting, Centre d’études et de recherches internationales de l’Université de Montréal, Canada[18]
- 2020: Nomination, Prix des Libraires du Québec[19]

## Publications

### Livres
- 2024, Tu viens d'où? Réflexions sur le métissage et les frontières, Lux Éditeurs, Montréal
- 2023, Themrise Khan, Kanakulya Dickson, Maïka Sondarjee, White Saviorism in International Development: Theories, Practices and Lived Experiences, Daraja Press, Ottawa
- 2022, Sondarjee, Maïka (dir.), Perspectives féministes en relations internationales. Penser le monde autrement, Presses de l'Université de Montréal, Montréal
- 2020, Maïka Sondarjee, Perdre le Sud. Décoloniser la Solidarité Internationale, Nombre de pages: 199, Les éditions Écosociété, Montréal

### Articles
- 2024, avec Alice Chessé, « A Feminist Critique of International Practices », International Studies Quarterly 68(2): 1-10.
- 2024, « Practice Contestation in and between Communities of Practice: Inclusive Development at the World Bank », Special Issue, Global Studies Quarterly, 4(1): 1-13.
- 2024, avec Emanuel Adler et Niklas Bremberg. « Communities of Practice in World Politics: Advancing a Research Agenda », Global Studies Quarterly, 4(1): 1-13.
- 2024, « Coloniality of Epistemic Power in International Practices: NGO Participation in World Bank Policymaking », Global Society, 38(3): 328-350.
- 2023, « Decentring the Western Gaze in International Relations Syllabi: Addressing Epistemic Exclusions in Syllabi in the United States and Canada », Millennium: Journal of International Studies, 51(3): 686-710.
- 2023, avec Nathan Andrews « Decolonizing International Relations and Development Studies: What’s in a buzzword? », International Journal, 77(4): 551-571.
- 2022, « We are a Community of Practice, not a Paradigm! How to Meaningfully Integrate Gender and Feminist Approaches in IR Syllabi », International Studies Perspectives, 23(3): 229-248.
- 2021, « Change and stability at the World Bank. Translation of inclusive practices through neoliberal rationality », Third World Quarterly, 42(2): 348-365.
- 2021, « Collective learning at the boundaries of communities. Inclusive policymaking at the World Bank », Global Society, 35(3): 307-326.